# Denise Darvall
Denise Darvall (27 de fevereiro de 1942  –  3 de dezembro de 1967)  foi a doadora no primeiro transplante de coração humano bem-sucedido do mundo, realizado no Hospital Groote Schuur, África do Sul, por uma equipe de cirurgiões liderada por Christiaan Barnard.

## Lesões
Denise Darvall ficou gravemente ferida em um acidente de carro na estrada principal em Observatório, Cidade do Cabo. Ela e sua família estavam visitando amigos para o chá da tarde e foram comprar um bolo. Ela e sua mãe foram atropeladas por um motorista que não as viu. Isso foi devido a um grande caminhão que obscureceu sua visão deles, e sua visão de seu carro. Sua mãe morreu imediatamente. Denise Darvall sofreu uma fratura no crânio e graves ferimentos na cabeça depois que o carro a jogou na estrada; sua cabeça bateu na tampa do volante de seu carro. Ela precisava de suporte de vida para permanecer viva, e estava basicamente com  morte cerebral quando ela conseguiu chegar ao hospital. Às 21h00 no dia do acidente, a equipe de reanimação interrompeu as tentativas de reanimá-la.

## Pai dá permissão
Edward Darvall providenciou para que seu filho de quatorze anos, que testemunhou o acidente, fosse retirado do hospital. Edward, de 66 anos, também recebeu um sedativo e esperou enquanto os médicos tentavam salvar sua filha. Dois médicos, Coert Venter e Bertie Bosman, informaram-lhe que não havia mais nada que pudessem fazer por Denise. Bosman explicou que havia um homem no hospital que eles poderiam ajudar e perguntou a Edward se ele consideraria permitir que eles transplantassem o coração de Denise.
Edward Darvall disse mais tarde que, depois de pensar em sua filha por quatro minutos, ele tomou sua decisão e deu permissão. O registro público mostra que Edward Darvall evitou principalmente a publicidade. Ele havia se submetido a uma grande cirurgia no estômago, mas sua força de caráter e dignidade lhe valeram muitos admiradores. Antes do funeral conjunto de sua esposa e filha, ele pediu que as doações fossem enviadas para a unidade cardíaca Groote Schuur.
Darvall esteve presente no julgamento do motorista bêbado que foi condenado por assassinato. Darvall, de coração partido, fez uma declaração por meio de um advogado, pedindo ao magistrado que mostrasse “a maior misericórdia possível” ao motorista. "A trágica morte de sua filha não foi sem sentido, mas beneficiou a humanidade", disse ele.

## Declaração de óbito
Os cirurgiões tinham um sério problema ético porque a morte então só poderia ser declarada pelos padrões do corpo inteiro. Os  Critérios de morte cerebral de Harvard não foram desenvolvidos até 1968, nem foram adotados na África do Sul ou em outro lugar por alguns anos. O problema neste caso era que, embora o cérebro de Denise estivesse danificado, seu coração estava saudável. Vários relatos ao longo dos anos atribuíram razões conflitantes para seu coração parar. Por 40 anos, o irmão de Barnard, Marius, manteve um segredo: em vez de esperar que seu coração parasse de bater, a pedido de Marius, Christiaan injetou potássio no coração de Denise para paralisá-lo. Isso a tornava tecnicamente morta pelo padrão de corpo inteiro.

## Doação de órgãos
Depois que seu pai deu seu consentimento, o coração de Darvall foi doado a Louis Washkansky. Seus rins s foram dados a Jonathan van Wyk, de 10 anos. Devido ao apartheid, a doação de rim para Van Wyk foi controversa porque ele era  khoi, enquanto Denise era branco. Washkansky viveu 18 dias antes de sucumbir à pneumonia.